# Choňkovce
Choňkovce (Hongaars: Alsóhucnkóc) is een Slowaakse gemeente in de regio Košice, en maakt deel uit van het district Sobrance.
Choňkovce telt 592 inwoners.